# Base artica Dirigibile Italia
La base artica Dirigibile Italia è una base di ricerca italiana situata a Ny-Ålesund, nelle isole Svalbard.
Gestita dal Consiglio nazionale delle ricerche (CNR), è stata inaugurata nel maggio 1997 venendo intitolata al dirigibile Italia di Umberto Nobile in ricordo della sua sfortunata spedizione del 1928. Dal 2020 la sua gestione è stata affidata dal CNR al neonato Istituto di Scienze Polari.
È una base permanente di circa 330 m² di superficie tra laboratori, uffici ed alloggi e può ospitare al massimo 7 persone. Gli studi scientifici si concentrano sulle seguenti tematiche: chimica e fisica dell'atmosfera e della criosfera, biologia marina, oceanografia/limnologia, geologia, studio della ionosfera, ricerca tecnologica.
La base gestisce anche la Amundsen-Nobile Climate Change Tower, torre di misurazione dei parametri atmosferici installata dalla Kings Bay e inaugurata il 30 aprile 2009.
Presso la stazione di ricerca è stata girata una parte del film del 2016 Quo vado? di Checco Zalone.